# (738) Алагаста
(738) Алагаста (лат. Alagasta) — астероид главного пояса, который относится к спектральному классу C. Он был открыт 7 января 1913 года немецким астрономом Францем Кайзером в Гейдельбергской обсерватории и именован по первому немецкому названию (Алагастесхайм; нем. Alagastesheim) города Гау-Альгесхайм, в котором родился Кайзер.

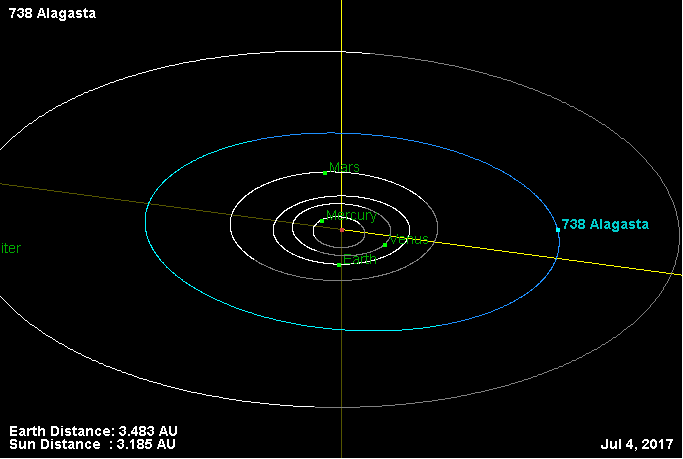
Орбита астероида Алагаста и его положение в Солнечной системе

Тиссеранов параметр относительно Юпитера — 3,236.